# Неоптолем (син на Архабай)
Вижте пояснителната страница за други личности с името Неоптолем.
Неоптолем (на старогръцки: Νεοπτόλεμος, Neoptolemos, † 334 г. пр. Хр. пред Халикарнас) е македонски благородник от Линкестида в Горна Македония.
Той е син на Арабей († 336 г. пр. Хр.) и внук на генерал Ероп († сл. 338 г. пр. Хр.). След убийството на цар Филип II Македонски от Павзаний през октомври 336 г. пр. Хр. Александър Велики екзекутира баща му и чичо му Херомен в деня на погребението на Филип II, заради участие в убийството.
Неоптолем бяга в Мала Азия и започва служба при персийския велик цар в Персеполис. Брат му Аминта († 333 г. пр. Хр.) и друг негов чичо, Александър († 330 г. пр. Хр.), стават военачалници на Александър Велики.
През 334 г. пр. Хр. Неоптолем участва с персийците при обсадата на Халикарнас и е убит пред Халикарнас.